# Mahnivți, Zolociv
Mahnivți (în ucraineană Махнівці) este un sat în comuna Poleanî din raionul Zolociv, regiunea Liov, Ucraina.

## Demografie
Componența lingvistică a localității Mahnivți
     Ucraineană (100%)
Conform recensământului din 2001, toată populația localității Mahnivți era vorbitoare de ucraineană (100%).